# 天津市大学软件学院
天津市大学软件学院，又名天津市大学软件园，简称天软，2008年9月在天津工业大学新校区奠基，2010年9月正式投入使用，是一所隶属于天津市教育委员会的普通高等院校。天津市大学软件学院不具备独立招生与学历教育资格，与天津师范大学、天津理工大学、天津职业技术师范大学、天津城建大学和天津农学院联合招收大学专科层次学生进入本科层次阶段的求学者。